# Berliner Senioren-Convent (KSCV)

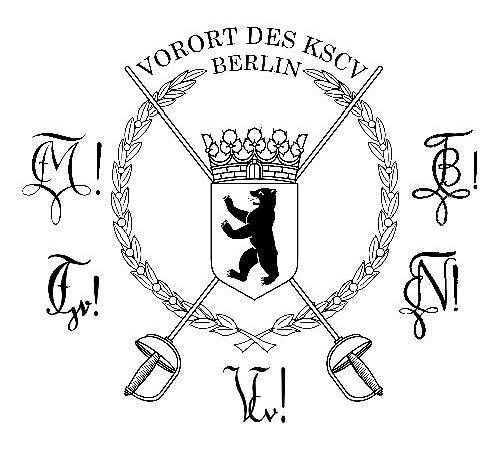
Vorort des KSCV (2012–2013)

Der Berliner Senioren-Convent (KSCV) ist der Senioren-Convent der in Berlin ansässigen Corps im Kösener Senioren-Convents-Verband.

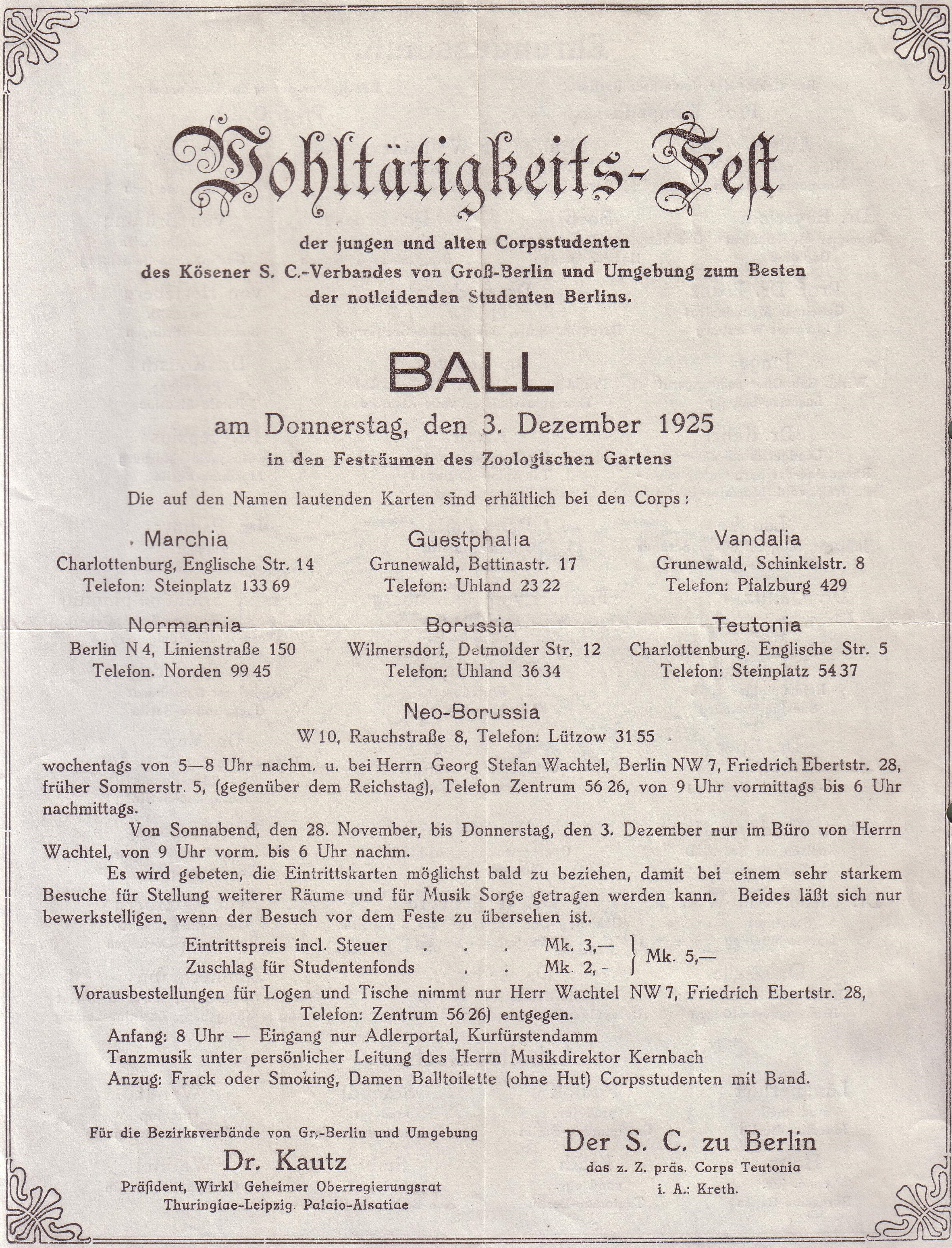
Einladung des AHSC Berlin zum Wohltätigkeitsfest für die Berliner Studenten 1925

## Geschichte
Nach Eröffnung der Alma Mater Berolinensis 1810 bildeten fünf Landsmannschaften (Corps) den ersten Berliner SC:
- die von den Frankfurter Märkern fortgeführte Marchia für die vorwiegend aus der Mark Brandenburg stammenden Studenten[1]
- eine Guestphalia für die anderen deutschen Studenten[2]
- seit 1811 eine Vandalia für die mecklenburgischen[3]
- eine Pomerania für die pommerschen[3]
- eine Silesia für die schlesischen Studenten[3]

Als zweiter Rektor der Universität hatte Johann Gottlieb Fichte schon in seiner Antrittsrede scharf gegen Studentenorden und Landsmannschaften, insbesondere gegen ihre „Duelle“, Stellung bezogen; er konnte aber seine korporationsfeindliche Linie nicht durchsetzen und trat resignierend zurück. In den Befreiungskriegen kämpften viele Aktive. Die Auseinandersetzungen mit der Urburschenschaft und die Karlsbader Beschlüsse führten oft zu Suspensionen, Rekonstitutionen und Neugründungen einzelner Corps. Unterschiedlich zusammengesetzt bestand erst um 1840 wieder ein starker SC, dem im Kaiserreich und in der Weimarer Republik folgende Corps in der vom SC bestimmten Reihenfolge angehörten (Stiftungsjahr in Klammern): Marchia (1810), Guestphalia (1845), Vandalia (1851), Normannia (1842), Teutonia (1866), Borussia (1873) und Neoborussia (1838). Nach der politisch erzwungenen Suspension der aktiven Corps 1935/36 versuchten ihre Altherrenschaften letztlich erfolglos, die gemeinsame SC-Tradition in einer SC-Kameradschaft fortzuführen. Das 1937 getarnt in Berlin rekonstituierte Pépinière-Corps Suevo-Borussia focht von 1941 bis 1943 22 Mensuren gegen die „Kriegsmärker“.

Viersektorenstadt Berlin

In der Nachkriegszeit nach dem Zweiten Weltkrieg in Deutschland konnten sich in den Westsektoren des geteilten Berlin wieder Studenten in Verbindungen vereinigen: an der im britischen Sektor 1946 eröffneten Technischen Universität und an der im amerikanischen Sektor 1948 gegründeten Freien Universität. Den ersten  SC bildeten Marchia (rekonstituiert 1951) und Borussia (rek. 1952). Hinzu kamen 
Vandalia-Teutonia (1953 gegründet von den beiden Muttercorps), Normannia (1953 aus Hamburg zurückgekehrt) und Guestphalia (1955 aus Mainz zurückgekehrt). Neoborussia rekonstituierte 1952 in Darmstadt und verlegte 1967 nach Bochum. Als sechstes Corps verstärkte die 1958 aus Erlangen nach Berlin übergesiedelte Lusatia Leipzig den SC bis 1992. Der Berliner SC trat geschlossen dem 1950 gegründeten Corporationsring Berlin bei, beteiligte sich aktiv an dessen Hochschulpolitik vor allem während der 68er-Bewegung  und übernahm mehrmals den Vorsitz. Dem Berliner Consenioren-Convent schlossen sich an: Lusatia Leipzig von 1992 bis 2002, Masovia seit  2001 und Silesia Breslau zu Frankfurt (Oder) als Nachfolger von Borusso-Silesia seit  2007. Der Berliner SC stellte 1863, 1882, 1901, 1925, 1962, 1987 und 2013 die Vororte des KSCV.